# Seria Fundația

Nava spațială și Soarele - simbolul Imperiului Galactic în seria Fundația

Seria Fundația este o serie literară științifico-fantastică scrisă de către Isaac Asimov, a cărei acțiune se desfășoară pe o perioadă de aproximativ șase sute de ani, într-un viitor îndepărtat al omenirii, într-un spațiu cosmic – și corespunzător temporal – numit Imperiu Galactic. Seria Fundația este constituită dintr-un număr de 7 volume ce sunt strâns legate unele de altele, deci o heptalogie - deși nedeclarată astfel - dar care pot fi citite și individual.
Fundația a fost inițial o trilogie compusă din: Fundația, Fundația și Imperiul și A doua Fundație. Pe lângă acestea, Asimov a mai scris încă patru romane în seria Fundația: Marginea Fundației și Fundația și Pământul, a căror acțiune se desfășoară imediat după A doua Fundație, și Preludiul Fundației și Fundația Renăscută, a căror acțiune se desfășoară înaintea trilogiei inițiale. Specific formației sale științifice, Asimov a adăugat nucleului inițial al trilogiei, „în mod egal” două prequeluri și două sequeluri, pentru completitudinea întregii povestiri, transformând-o de facto într-o heptalogie.
Seria (referindu-ne la trilogia inițială) este una dintre cele mai apreciate opere din domeniul științifico-fantastic și a câștigat în 1966 premiul Hugo pentru Cea mai bună serie a tuturor timpurilor, premiu decernat o singură dată în istoria premiilor Hugo.

## Scurt rezumat
La baza seriei se află matematicianul Hari Seldon, un locuitor al planetei urbane Trantor, care își petrece întreaga existență dezvoltând o ramură a matematicii numită psihoistorie, un concept creat de către Asimov și publicistul acestuia  John W. Campbell (editorul șef al revistei Astounding Science Fiction între 1937 - 1971 unde trilogia va fi fost publicată pentru prima dată). Folosind legile acțiunii maselor, psihoistoria poate prezice viitorul, însă numai la scară largă; la o scară redusă este predispusă erorilor. Psihoistoria funcționează bazându-se pe principiul conform căruia comportamentul unei mase de oameni poate fi previzibil dacă masa respectivă este foarte mare ca număr (cum ar fi populația galaxiei care este de aproximativ un cvadrilion de oameni). Cu cât masa este mai mare ca număr, cu atât viitorul acesteia este mai previzibil. Folosind această tehnică a psihoistoriei, Seldon prezice căderea Imperiului Galactic, imperiu ce are în componență întreaga Cale Lactee, cădere urmată de o eră întunecată ce va dura treizeci de mii de ani înainte ca un al doilea Imperiu Galactic să se formeze. Pentru a scurta această perioadă de barbarism, Seldon creează două Fundații de dimensiuni relativ mici, la polii opuși ai galaxiei, care să păstreze totalitatea cunoștințelor acumulate până atunci. Fundațiile se numesc și Fundații Enciclopedice. 
Centrul acțiunii în trilogia inițială este Fundația Enciclopedică aflată pe planeta Terminus. Oamenii ce formează această Fundație au ca misiune crearea unei enciclopedii exhaustive a tuturor cunoștințelor omenești, nefiind conștienți de adevăratele intenții ale lui Seldon (dacă ar fi la curent cu toate intențiile lui Seldon, variabilele planului acestuia ar deveni incontrolabile). Enciclopedia are ca scop păstrarea tuturor științelor exacte după căderea imperiului. Localizarea Fundației este aleasă în așa fel încât să poată acționa ca un punct vital pentru cel de-al doilea imperiu, la o mie de ani de la căderea primului (în loc de cei treizeci de mii de ani preziși).

## Istoric
Fundația a fost inițial o serie de 8 povestiri publicate în revista Astounding Science Fiction între mai 1942 și ianuarie 1950. Conform lui Asimov , premisele Fundației se bazează pe ideile enunțate în Istoria declinului și a prăbușirii Imperiului Roman de Edward Gibbon și i-au venit în minte în timp ce mergea să-l întâlnească pe editorul John W. Campbell, împreună cu care a dezvoltat conceptul..

### Trilogia originală
Primele 4 povestiri împreună cu o a cincea nouă povestire, a cărei acțiune se petrece înaintea acestora, au fost publicate într-un singur volum, Fundația, pentru prima dată în 1951 de către Gnome Press. Celelalte patru nuvele au fost publicate în perechi de câte două, dând naștere celorlalte două volume ce alcătuiesc trilogia inițială: Fundația și Imperiul și A doua Fundație.

### Continuările
În 1981 Asimov a fost convins de către editorii săi să scrie un al patrulea volum, astfel că în 1982 acesta a publicat Marginea Fundației. Apoi a urmat un al cincilea în 1983, Fundația și Pământul, iar cinci ani mai târziu cele două volume Preludiul Fundației și Fundația Renăscută a căror acțiune se desfășoară înaintea trilogiei inițiale. În perioada în care nu a lucrat la continuări și la preludii, Asimov a legat seria Fundației cu alte serii ale sale, dând naștere unui univers unificat.

## Desfășurarea acțiunii seriei

### Preludiul Fundației
Preludiul Fundației începe pe planeta-capitală a imperiului, Trantor, în ziua de după discursul susținut de Hari Seldon în cadrul unei conferințe. Câteva facțiuni conștientizează impactul spuselor sale - anume faptul că, folosindu-se formule matematice, ar putea fi prezis cursul viitor al istoriei umane. Seldon este vânat de Împărat și de o serie de angajați ai acestuia, fiind nevoit să plece în exil alături de Dors Venabili, fugind dintr-un loc în altul cu ajutorul lui Chetter Hummin.
Pe toată perioada aventurilor lor de pe Trantor, Seldon neagă continuu posibilitatea realizării științifică a psihoistoriei, considerând că, chiar și în condițiile fezabilității ei, ar necesita decenii de muncă. Pe de altă parte, Hummin este convins că Seldon știe ceva și, prin urmare, îl presează continuu să găsească punctul de pornire de la care să dezvolte psihoistoria.
În cele din urmă, după vizitarea diverselor culturi de pe Trantor, Seldon își dă seama că folosirea întregii galaxii cunoscute ca punct de pornire ar fi un lucru peste puterile sale și concluzionează că Trantorul poate servi drept model pentru cercetarea științifică pe care să o aplice apoi întregii galaxii.

### Fundația Renăscută
La opt ani după evenimentele din Preludiu, Seldon a reușit să pună bazele științifice ale psihoistoriei și le-a aplicat la scară galactică. Faima lui crește, aducându-i postul de Prim Ministru al Împăratului. De-a lungul cărții, Seldon îi pierde pe cei apropiați, inclusiv pe soția sa, Dors Venabili, iar sănătatea i se șubrezește pe măsură ce îmbătrânește. După ce a lucrat întreaga sa viață adultă la înțelegerea psihoistoriei, Seldon îi predă nepoate sale Wanda misiunea de a pune bazele celei de-A Doua Fundații.

### Fundația
Chemat să fie judecat pe Trantor pentru acuzații de trădare (pentru prefigurarea declinului Imperiului Galactic), Seldon explică faptul că știința sa de psihoistorie prevede multe alternative, toate acestea ducând la căderea Imperiului Galactic. Dacă omenirea își urmează calea actuală, Imperiul va cădea și 30.000 de ani de frământări vor învinge omenirea înainte de apariția unui al doilea Imperiu. Cu toate acestea, o cale alternativă permite ca anii care urmează să fie de doar o mie, dacă lui Seldon i se permite să adune cele mai inteligente minți și să creeze un compendiu al tuturor cunoștințelor umane, intitulat Enciclopedia Galactică. Consiliul este încă precaut, dar îi permite lui Seldon să adune pe oricine are nevoie, cu condiția ca el și „Enciclopediștii” să fie exilați pe o planetă îndepărtată, Terminus. Seldon este de acord cu acești termeni - și, de asemenea, stabilește în secret o a doua fundație din care nu se știe aproape nimic, despre care spune că se află la „capătul opus” al galaxiei.
După cincizeci de ani în Terminus și cu Seldon acum decedat, locuitorii se află într-o criză. Cu patru planete puternice înconjurătoare ale lor, Enciclopediștii nu au apărare, ci propria lor inteligență. În același timp, se va deschide automat un seif lăsat de Seldon. Seiful dezvăluie o hologramă pre-înregistrată a lui Seldon, care îi informează pe enciclopediști că întregul lor motiv pentru care se află pe Terminus este o fraudă, în măsura în care lui Seldon nu-i păsa de fapt dacă s-a creat sau nu o enciclopedie, doar că populația a fost plasată pe Terminus. iar evenimentele necesare calculelor sale au fost puse în mișcare. În realitate, înregistrarea dezvăluie că Terminus a fost creat pentru a reduce vârstele întunecate de la 30.000 de ani la doar un mileniu, pe baza calculelor sale. Se va dezvolta prin confruntarea cu „crize” intermitente și extreme - cunoscute sub numele de „Crizele Seldon” - pe care legile care guvernează psihoistoria arată că vor fi inevitabil depășite, pur și simplu pentru că natura umană va face ca evenimentele să cadă în moduri specifice care duc la scopul dorit. Înregistrarea relevă faptul că evenimentele actuale sunt prima astfel de criză, le amintește că s-a format și o a doua Fundație la „capătul opus” al galaxiei și apoi tace.
Primarul orașului Terminus, Salvor Hardin, propune să asmută cele 4 regate vecine unul împotriva celuilalt. Planul său este un succes; Fundația rămâne neatinsă și el devine conducătorul efectiv. Între timp, Fundația continuă să dezvolte tehnologii mai noi și mai performante, care sunt mai puternice decât echivalentele Imperiului. Folosind avantajul său științific, Terminus dezvoltă rute comerciale cu planete din apropiere, preluându-le în cele din urmă atunci când tehnologia sa devine o marfă atât de necesară. Comercianții interplanetari devin efectiv noii diplomați pe alte planete. Un astfel de comerciant, Hober Mallow, devine suficient de puternic pentru a provoca alegeri anticipate și câștiga funcția de primar și, prin întreruperea aprovizionării către o regiune din apropiere, reușește, de asemenea, să adauge mai multe planete la zona controlată de Fundație.

### Fundația și Imperiul
Actualul Împărat al galaxiei percepe Fundația ca pe o amenințare în creștere și ordonă atacarea ei, folosind uriașa flotă de nave de luptă. Dar descoperirile științifice ale Fundației fac ca flota sa, mai mică, să învingă Imperiul. Între timp, un străin numit Catârul cucerește planetele Fundației într-un ritm rapid. Acest Catâr este un mutant cu abilitatea psihică de a modifica emoțiile oamenilor, ceea ce face ca locuitorii planetelor să devină înspăimântați de simpla descindere a Catârului și a armatei sale, fără a fi nevoie de un război.
Când Fundația înțelege că acest Catâr nu fusese prevăzut de Planul Seldon și că nu a fost prezisă posibilitatea înfrângerii lui, Toran și Bayta Darell, alături de cel mai mare psiholog al galaxiei - Ebling Mis — și de bufonul Magnifico (a cărui viață este amenințată de Catâr) pornesc în căutarea celei de-A Doua Fundații, sperând să poată pune capăt domniei Catârului. În Marea Bibliotecă de pe Trantor, Mis descoperă secretele celei de-A Doua Fundații, dar Bayta îl ucide înainte ca el să le poată spune, deoarece își dă seama că Magnifico este în realitate chiar Catârul, care dorea să cucerească ambele Fundații.

### A doua Fundație
Catârul continuă căutarea celei de-A Doua Fundații, iar aceasta iese din ascunzătoare pentru a-l înfrunta. Se dovedește că aceasta cuprinde cei mai inteligenți oameni din galaxie și, în timp ce Prima Fundație s-a axat pe științele fizice, cea de-A Doua a dezvoltat științele mentale. Folosindu-și mințile cele mai puternice, ea modifică atitudinea distructivă a Catârului, care se întoarce în regatul său și îl conduce pașnic până la sfârșitul vieții, lăsând în pace Fundațiile.
Prima Fundație înțelege că omoloaga ei va fi adevărata moștenitoare a viitorului Imperiu promis de Seldon, așa încât se decide să o distrugă, convinsă că poate exista fără ea. Ea dezvoltă o tehnică menită să creeze mari dureri telepaților și ajunge la concluzia că "celălalt capăt al galaxiei" - locul în care Seldon anunțase că amplasase A Doua Fundație - este chiar Terminus, deoarece galaxia e un cerc, iar punctul final al unui cerc este identic cu cel de pornire, adică locul în care se află Prima Fundație. Pentru a reintra în anonimat, A Doua Fundație intră în jocul omoloagei sale și trimite 50 de membri ai săi pe Terminus, pentru a fi prinși și uciși de Prima Fundație, convingând-o astfel că și-a distrus rivala.

### Marginea Fundației
În sânul Primei Fundații mai planează totuși unele suspiciuni că A Doua Fundație nu a fost distrusă în totalitate. Primarul Fundației, Harla Branno îi trimite pe Golan Trevize și Janov Pelorat în căutarea ei, iar cei doi ajung la concluzia că locația ar fi mitica planetă Pământ, deoarece în baza de date nu există o planetă cu acest nume, deși ea apare în mituri și legende. Între timp, un membru al celei de-A Doua Fundații - Stor Gendibal - descoperă o persoană asupra căreia s-au efectuat ajustări mentale mai delicate decât tot ce reușise să întreprindă organizația sa până atunci, lucru care îl conduce la concluzia că în galaxie opereată o forță de Mentaliști mai puternică decât însuși Catârul. Gendibal pornește în urmărirea lui Trevize, convins că acesta e capabil să găsească noua organizație, grație abilităților demonstrate în trecut.
În final, punând cap la cap mici frânturi de puzzle, Trevize și Pelorat descoperă planeta Gaia, locuită doar de Mentaliști care formează laolaltă cu toate organismele planetei o minte comună. Trevize este pus să aleagă dacă viitorul rasei umane va aparține lumii fizice și organizării politice tradiționale a Primei Fundații, controlului mental al celei de-A Doua Fundații, sau inteligenței armonioase a Gaiei care va absorbi în timp întreaga galaxie. Trevize alege viitorul Gaiei, care modifică mintea lui Branno și a lui Gendibal așa încât fiecare dintre ei să creadă că a ieșit victorios din conflictul care i-a pus față în față și să plece împăcat acasă.

### Fundația și Pământul
Trevize nu este convins că a făcut alegerea cea mai bună, așa încât pleacă în căutarea adevăratului Pământ, alături de Pelorat și de gaiana Bliss. După îndelungate căutări, ei ajung pe planetele Spațiene Aurora, apoi pe Melpomenia și, în cele din urmă, pe Solaria. De aici reușesc să găsească coordonatele Pământului, pe al cărui satelit îl găsesc pe robotul R. Daneel Olivaw. Acesta a supraviețuit 20.000 de ani înlocuindu-și continuu componentele, dar viața sa se apropie totuși de sfârșit. El le relatează încercarea sa de a îndeplini Legea Zero a roboticii, care pune binele omenirii mai presus de orice. Singura sa șansă de a mai supraviețui ar fi contopirea cu o minte organică, decizie care îi revine tot lui Trevize și pe care finalul cărții nu o prezintă explicit.

## Dezvoltare și teme
Primele povestiri din serie se axează pe "declinul și prăbușirea Imperiului Galactic", inspirându-se din cartea lui Gibbon. Ele prezintă modul prin care o civilizație poate progresa, analizând acest progres pe baza precedentului creat de istorie. Deși acest lucru a fost realizat de multe romane science fiction - cum sunt 1984 sau Fahrenheit 451 - acestea se concentrează asupra modului în care se pot concretiza tendințele societății actuale, acționând ca o alegorie a lumii moderne. În schimb, seria Fundației privește tendințele într-un mod mai larg, prezentând evoluția și adaptarea socială în locul calităților umane și culturale dintr-un anumit moment.
Mai mult, conceptul psihoistoriei - care dă evenimentelor o aură de fatalism rațional - lasă prea puțin spațiu elementelor moralizatoare. Hari Seldon speră că Planul său va reduce 30.000 de ani de Epocă Întunecată și barbarie la un singur mileniu, un scop de o gravitate morală deosebită. Evenimentele sunt tratate în general ca inevitabile și necesare, nu ca o abatere de la binele privit în sens mai larg. De exemplu, Fundația alunecă treptat în oligargie și dictatură înainte de apariția cuceritorului galactic cunoscut sub numele de Catârul, care se dovedește capabil să învingă prin șansa aleatorie a mutației empatice/telepatice. Însă, în cea mai mare parte, cărțile privesc Planul Seldon ca pe ceva care nu poate fi pus sub semnul întrebării, iar abaterile ca pe ceva necesar, nu ca pe ceva cu consecințe pozitive sau negative.
Cărțile aduc în discuție și ideea individualității. Planul lui Seldon este privit în general ca un mecanism inevitabil al societății, o vastă mentalitate de turmă a cvadrilioanelor de oameni din galaxie. Cei care luptă împotriva ei eșuează, dar planul se bazează totuși pe importanța unor indivizi anume - cum ar fi Salvor Hardin și Hober Mallow - capabili să ia decizii care stabilesc tendințele. Singurul individ cu puteri mentale remarcabile, Catârul, depășește Fundația și aproape reușește să distrugă Planul Seldon cu ajutorul abilităților sale speciale nemaivăzute. Pentru a contrabalansa distrugerile implicate de existența Catârului, A Doua Fundație dezvoltă un plan bazat pe reacții individuale. Psihoistoria se bazează pe tendința grupului și nu poate prezice cu suficientă acuratețe efectele indivizilor ieșiți din comun, în timp ce rolul celei de-A Doua Fundații este să se opună curentului. Romanele ulterioare au identificat totuși incertitudinile rămase în Plan la moartea lui Seldon ca motivul principal al existenței celei de-A Doua Fundații, capabilă să dezvolte în continuare psihoistoria.
Asimov a încercat să încheie seria cu A doua Fundație, dar perioada de o mie de ani necesară ascensiunii celui de-Al Doilea Imperiu dădea impresia lipsei unui final adecvat. Timp de decenii, fanii l-au îndemnat să scrie o continuare, lucru pe care l-a făcut în 1982, cu Marginea Fundației și, ulterior, cu Fundația și Pământul. Aceste două volume - și în special ultimul - adună laolaltă firele lăsate în aer, dar deschid o cale nouă. După spusele soției sale, Janet Asimov, din biografia lui Asimov It's Been a Good Life, el nu avea idee cum să continue după Fundația și Pământul, astfel încât s-a apucat de scrierea celor două preludii.

## Alți autori
Romanele lui Asimov acopereau doar 500 de ani din mileniul necesar Fundației pentru a deveni un imperiu galactic. Universul Fundației a fost readus în actualitate în 1989  odată cu apariția volumului Prietenii Fundației (Foundation's Friends) - reeditat în 1997 -, în care mai mulți autori și-au adus contribuția la îmbogățirea universului lui Asimov. Printre aceștia se numără și: Orson Scott Card (care povestește despre fondarea celei de-A Doua Fundații la puțin timp de la moartea lui Seldon), Harry Turtledove (care relatează despre eforturile celei de-A Doua Fundații de a supraviețui căderii capitalei imperiale, Trantor), George Zebrowski (care urmărește eforturile unui istoric de a se documenta despre ascensiunea celui de-Al Doilea Imperiu din operele lui Seldon), Robert Silverberg, Frederik Pohl, Poul Anderson, Ray Bradbury (prefața) și alții.
Cu puțin timp înaintea morții sale, survenită în 1992, Asimov și-a dat acordul pentru proiectul a trei romane, cunoscute ca Trilogia Caliban a lui Roger MacBride Allen, a căror acțiune se petrece între Roboții și Imperiul și seria Imperiul Galactic. Trilogia descrie teraformarea unei planete a cărei criză ecologică forțează Spațienii să abandoneze multe elemente ale culturii lor. Romanele lui Allen cuprind incertitudinile exprimate în ultimele cărți ale lui Asimov în ceea ce privește Cele trei legi ale roboticii, precum și modul în care o cultură robotizată poate degrada inițiativa umană.
După moartea lui Isaac Asimov, soția acestuia - Janet Asimov și reprezentantul patrimoniului Asimov - Ralph Vicinanza i-au cerut autorului Gregory Benford să scrie încă o carte din Seria Fundației. Acesta din urmă a fost de acord sugerând ca scrierea sa să facă parte dintr-o trilogie, celelalte două cărți urmând a fi scrise de către "doi scriitori SF care dețineau o abilitate tehnică indiscutabilă și care fuseseră influențați în linii mari de Asimov: Greg Bear și David Brin". În acest fel au apărut încă trei romane ce se adaugă la serie, acestea fiind:
- Teama Fundației de Gregory Benford, 1997
- Fundație și Haos de Greg Bear, 1998
- Triumful Fundației de David Brin, 1999

Acțiunea din Teama Fundației se petrece între prima și a doua parte a Fundației Renăscute; Fundație și Haos are loc simultan cu primul capitol al Fundației, umplând cadrul; Triumful Fundației prezintă înregistrarea mesajelor holografice necesare Fundației și adună laolaltă anumite fire narative lăsate în aer. Cele trei cărți sunt cunoscute sub numele colectiv de A doua trilogie a Fundației.
În epilogul Triumfului Fundației, Brin declară că poveste lui Hari Seldon nu este deloc încheiată, lăsând deschisă posibilitatea scrierii unei continuări a cărții. Ulterior, el a publicat pe site-ul său un posibil început al acestei cărți.
De curând, patrimoniul Asimov a autorizat publicarea unei alte trilogii de romane polițiste cu roboți de către Mark W. Tiedemann. Romanele, a căror acțiune se petrece cu câțiva ani înaintea evenimentelor din Roboții și Imperiul, sunt Mirage (2000), Chimera (2001) și Aurora (2002). Ele au fost urmate de un alt roman polițist cu roboți, scris de Alexander C. Irvine și intitulat Have Robot, Will Travel (2004), a cărui acțiune se petrece la cinci ani de la trilogia lui Tiedemann.
Există romane scrise de diverși autori (seriile Isaac Asimov's Robot City, Isaac Asimov's Robots and Aliens și Isaac Asimov's Robots in Time) legată într-o oarecare măsură de seria Roboților, dar ele conțin contradicții cu romanele asimoviene și nu sunt considerate ca făcând parte din seria Fundației.
Conceptul similar civilizație-ev mediu-renaștere apare și în filozofia noului ev mediu dezvoltată de filosoful rus Nikolai Berdiaev în perioada Revoluției din Octombrie.

## Universul Fundației

### Legătura cu alte serii
Evenimentele din seria Fundația se petrec la aproximativ 10.000 de ani de cele din primul roman al lui Asimov, O piatră pe cer, care stă la baza seriei Imperiului Galactic. Ulterior, Asimov s-a hotărât să unească seriile Fundației/Imperiului cu cea a Roboților. Astfel, cele trei serii au dat naștere unui univers descris în 15 romane, care acoperă aproximativ 20.000 de ani.

### Inadvertențe cronologice
În primăvara anului 1955, Asimov a publicat o cronologie în paginile revistei Thrilling Wonder Stories, pornind de la modul în care percepea universul Fundației în acel moment al vieții. Acesta diferă semnificativ de cronologia actuală. Unele povestiri incluse vor fi eliminate ulterior sau așezate în altă parte, iar intervalul de timp va fi schimbat. Asimov a stabilit că acțiunea primei povestiri se petrece la aproximativ 50.000 de ani de la data scrierii primei povestiri a seriei (circa 1940), idee păstrată în romanul O piatră pe cer, în care arheologul imperial Bel Arvardan face referire la o descoperire din sectorul Sirius datând din urmă "cu circa 50.000 de ani". Însă când Asimov a decis ulterior să integreze retroactiv seria Roboților în universul format de romanele Fundației și Imperiului Galactic, au apărut unele discrepanțe și modificări - robotul R. Daneel Olivaw are 20.000 de ani, iar acțiunea primelor romane în care apare se petrece la circa 2.000 de ani după povestirile cu Susan Calvin de la începutul secolului XXI. De asemenea, în Marginea Fundației se menționează că omenirea a descoperit călătoria interstelară în urmă cu 22.000 de ani, o diferență majoră față de perioada inițială de 50.000 de ani. Dacă în cronologia din 1950 omenirea descoperă zborul prin hiperspațiu în jurul anului 5000, conform cronologiei Roboților acest lucru se petrece în anul 2029, în timpul evenimentelor relatate în Eu, robotul.

## Lista cărților din universul Fundației

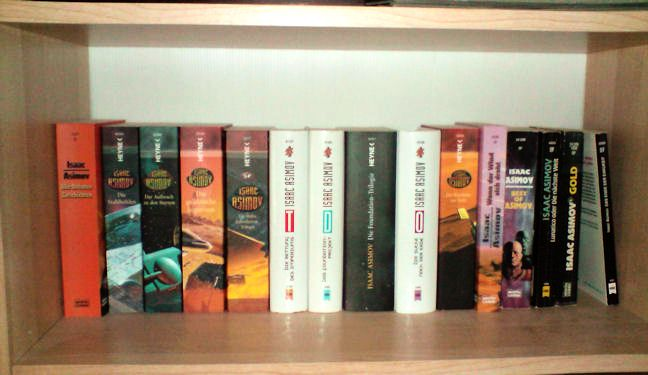
Cărțile din seria Fundația

Nota autorului din Preludiul Fundației conține ordinea sugerată de Asimov pentru citirea cărților seriei:
- The Complete Robot (1982)
  - include Eu, robotul (1950) și Povestiri cu roboți (1964)
- Cavernele de oțel (1954)
- Soarele gol (1957)
- Roboții de pe Aurora (1983)
- Roboții și Imperiul (1985)
- Curenții spațiului (1952)
- Pulbere de stele (1951)
- O piatră pe cer (1950)
- Preludiul Fundației (1988)
- Fundația Renăscută (1993) - nu apare în lista lui Asimov, deoarece nu apăruse la acea dată
- Fundația (1951)
- Fundația și Imperiul (1952)
- A doua Fundație (1953)
- Marginea Fundației (1982)
- Fundația și Pământul (1986)

Tabelul de mai jos conține evenimentele petrecute în cadrul universului Fundației și cărțile în care sunt ele relatate, așa cum apare în tabloul sinoptic publicat la sfârșitul cărții Triumful Fundației:
| C                    | Carte                                                                    | Evenimente |
| -------------------- | ------------------------------------------------------------------------ | --- |
| 1982 E.C.            | Eu, robotul                                                              | Se naște Susan Calvin. Este întemeiată compania "Roboți Americani". |
| 2007 E.C.            | Eu, robotul                                                              | Susan Calvin este angajată la "Roboți Americani". |
| începutul sec. XXI   | The Complete Robot Eu, robotul O piatră pe cer                           | Se dezvoltă roboții pozitronici. Se realizează prima călătorie interstelară și începe colonizarea spațiului. Joseph Schwartz călătorește 10.000 de ani în viitor în urma unui accident. |
| 2064 E.C.            | Eu, robotul Triumful Fundației                                           | Moartea lui Susan Calvin. Pământenii se retrag în subteran, iar relațiile cu coloniile spațiene se deteriorează. |
| aprox. 3200 E.C.     | Soarele gol                                                              | Colonizarea ultimei lumi spațiene, Solaria. Crearea robotului R. Daneel Olivaw. |
| aprox. 3500 E.C.     | Cavernele de oțel                                                        | Se întemeiează Spacetown lângă New York. R. Daneel Olivaw primește misiunea de a lucra cu detectivul pământean Elijah Baley. |
| aprox. 3501 E.C.     | Soarele gol Roboții de pe Aurora                                         | Elijah Baley și E. Daneel Olivaw efectuează o anchetă pe Solaria. O facțiune spațiană sprijină terraformarea de noi planete. |
| aprox. 3502 E.C.     | Roboții de pe Aurora Roboții și Imperiul                                 | Baley întreprinde o investigație pe Aurora, altăuri de Daneel și de robotul telepat Giskard Reventlov. Pământul primește de la Aurora permisiunea de a coloniza noi lumi.Începe al doilea val de emigrări de pe Pământ, condus de fiul lui Elijah, Ben. Prima planetă colonizată va fi numită Lumea lui Baley.                                                                    |
| aprox. 3537 E.C.     | Roboții și Imperiul                                                      | Moartea lui Elijah Baley pe planeta Lumea lui Baley. |
| aprox. 3696 E.C.     | Roboții și Imperiul                                                      | Kelden Amadiro și Levular Mandamus plasează amplificatori nucleari pe Pământ. |
| aprox. 3700 E.C.     | Roboții și Imperiul Teama Fundației Fundație și Haos                     | Dispare populația Solariei. Olivaw și Reventlov formulează Legea 0. Începe Marea Diasporă (emigrația finală). Roboții se împart în două tabere, giskardienii și calvinenii, ceea ce va duce la războiul civil robotic. Entități-meme trimise de pe Aurora terraformează planete, pregătindu-le pentru colonizare, apoi evadează spre Centrul Galactic.                            |
| aprox. 3801 E.C.     | Caliban Inferno Utopia Triumful Fundației                                | Specialiștii coloniști ajută la terraformarea planetei Inferno. Devine evidentă ostilitatea față de roboții Legilor Noi. Planeta este lovită de o cometă, dar contopirea culturilor spațiene și coloniste previne colapsul social. Războiul civil robotic ajunge pe Inferno, iar roboții Legilor Noi sunt distruși sau se ascund.                                                 |
| aprox. 11300 E.C.    | Pulbere de stele Fundația și Pământul Teama Fundației Triumful Fundației | Planeta Rhodia și Regatele Nebulare răstoarnă Tyrannienii de la conducere. Stingerea planetelor spațiene decadente și încheierea colonizării Galaxiei. R. Daneel Olivaw stabilește limitele inteligenței artificiale. Lupta contra haosului este dusă folosindu-se amnezia istorică, encefalita și dispozitivele de persuasiune giskardiene.                                      |
| aprox. 12000 E.C.    | Curenții spațiului                                                       | Republica Trantoriană devine Confederația Trantoriană, apoi Imperiul Trantorian. Originea oamenilor este uitată. |
| 12300 E.C.           | Curenții spațiului                                                       | Jumătate dintre planetele locuite ale Galaxiei fac parte din Imperiul Trantorian., care sprijină rebeliunea planetei Florina împotriva opresiunii planetei Sark. |
| 12500 E.C. = 1 E.G.  |                                                                          | Imperiul Trantorian devine Imperiul Galactic. Începutul calendarului galactic. |
| 827 E.G.             | O piatră pe cer Triumful Fundației                                       | Joseph Schwartz ajunge într-un viitor în care Pământul este radioactiv, slab populat și încearcă să se răscoale împotriva Imperiului. |
| aprox. 900 E.G.      | Fundația și Pământul                                                     | Pământul este evacuat silit, populația înființând colonia de pe planeta Alfa. |
| 975 E.G.             | "Fundătura"                                                              | Pe o planetă pustie este descoperită o rasă extraterestră, care va fi mutată pe Cefeus 18. Ulterior, ea evadează și dispare din Galaxie |
| aprox. 2000 E.G.     | Fundație și Haos Triumful Fundației                                      | Daneel Olivaw și R. Yan Kansarv stabilesc o bază de producție și reparare a roboților pe planeta Eos. Ruellis stabilește principiile guvernării paternaliste. |
| aprox. 3000 E.G.     | Teama Fundației                                                          | Simulacrele lui Voltaire și Ioana d'Arc susțin o dezbatere despre inteligența mașinilor. Împărăteasa Shoree-Harn încearcă fără succes să introducă un nou calendar și să scuture rigiditatea socială cu ajutorul roboților calvineni. |
| 8789 E.G.            | Triumful Fundației                                                       | Începerea unei noi renașteri pe planeta Lingane, care apoi se va prăbuși în haos. |
| 11865 E.G.           | Teama Fundației                                                          | Pe Eos este construit robotul umanoid Dors Venabili. |
| 11867 E.G.           | Fundație și Haos                                                         | Singura colonie umană extragalactică este abandonată în Marele Nor al lui Magellan. |
| 11988 E.G.           | Preludiul Fundației Triumful Fundației                                   | Nașterea lui Hari Seldon și a lui Cleon I. Daneel Olivaw întrevede destabilizarea Imperiului și intervine ca șef de stat major și, ulterior, ca prim ministru. |
| 12020 E.G.           | Preludiul Fundației                                                      | Hari Seldon ține o conferință pe tema psihoistoriei. |
| 12028 E.G.           | Teama Fundației Fundația Renăscută                                       | Roboții calvineni descoperă simurile lui Voltaire și a Ioanei d'Arc, cu ajutorul cărora ajută la renașterea planetei Sark și distrug mulți roboți pozitronici. Daneel demisionează din postul de prim ministru, în care e numit Hari Seldon. Acesta din urmă se căsătorește cu Dors Venabili, îl adoptă pe Raych și lucrează alături de Yugo Amaryl la dezvoltarea psihoistoriei. |
| 12038 E.G.           | Fundația Renăscută                                                       | Moartea lui Cleon I. Puterea este preluată de junta militară, iar Seldon demisionează din postul de prim ministru. |
| 12040 E.G.           | Fundația Renăscută Fundație și Haos                                      | Naștera Wandei Seldon, fiica lui Raych. Renașterea de pe Madder Loss care zguduie societatea galactică. |
| 12048 E.G.           | Fundația Renăscută Fundație și Haos                                      | "Moartea" lui Dors Venabili și prăbușirea juntei. Întronarea împăratului-marionetă Agis al XIV-lea. Daneel o duce pe Dors pe Eos pentru reparații. |
| 12052 E.G.           | Fundația Renăscută                                                       | Nașterea lui Bellis Seldon. Hari descoperă puterile mentaliste ale Wandei și pune la cale planul de salvare al cunoașterii umane și de creare a unui Al Doilea Imperiu. Moartea lui Yugo Amaryl. |
| 12058 E.G.           | Fundația Renăscută                                                       | Raych se mută cu familia pe Santanii, unde își găsește sfârșitul. Mentalistul Stettin Palver se alătură Proiectului Seldon. |
| 12067 E.G. = 1 E. F. | Fundația Fundație și Haos                                                | Întronarea împăratului-marionetă Klayus I. Hari Seldon este judecat și exilat pe Terminus. Începutul calendarului Fundației. Mentalista Vara Liso începe vânătoarea roboților "eterni", iar roboții calvineni eșuează în încercarea de a sabota Proiectul Seldon și controlul lui Daneel asupra istoriei omenirii.                                                                |
| 2 E.F.               | Triumful Fundației                                                       | Domnia împăratului-marionetă Semrin. Daneel plănuiește folosirea mentaliștilor pentru crearea supra-minții Gaia. Distrugerea a milioane de arhive antice. |
| 3 E.F.               | "Originistul"                                                            | Moartea lui Hari Seldon. La periferia Imperiului, psihoistoricii provoacă secesiune. |
| 50 E.F.              | Fundația                                                                 | Declararea independenței lui Anacreon și separarea Terminusului de Imperiu. Fundația oferă sprijin științific regatelor vecine, echilibrându-le puterea. |
| 80-195 E.F.          | Fundația                                                                 | Fundația își dezvoltă o autoritate cvasi-religioasă asupra regatelor vecine, înlocuită apoi de o influență economică. |
| 195 E.F.             | Fundația și Imperiul                                                     | În timpul domniei împăratului Cleon al II-lea, generalul imperial Bel Riose începe o campanie împotriva Fundației, pe care nu o finalizează. |
| aprox. 260 E.F.      | "Trantor se prăbușește"                                                  | Rămășițele Imperiului sunt conduse de Dagobert al VIII-lea. Rebelul Gilmer cucerește Trantorul, dar A Doua Fundație reușește să protejeze Biblioteca Galactică. |
| aprox. 300 E.F.      | Fundația și Imperiul A doua Fundație                                     | Imperiul lui Dagobert al IX-lea se reduce la douăzeci de planete conduse de Neotrantor. Catârul cucerește Fundația și pleacă în căutarea celei de-A Doua Fundații. |
| aprox. 305 E.F.      | Fundația și Imperiul                                                     | Moartea Catârului. Fundația recâștigă puterea. |
| 367 E.F.             | A doua Fundație                                                          | Fundația caută A Doua Fundație. Daneel Olivaw eliberează supra-mintea Gaia |
| 498 E.F.             | Marginea Fundației                                                       | Golan Trevize alege ca supra-mintea Gaia să reprezinte opțiunea pentru Al Doilea Imperiu. |
| 499 E.F.             | Fundația și Pământul                                                     | Trevize îl găsește pe R. Daneel Olivaw și află despre planul său de salvare a omenirii prin intermediul Legii 0. |
| 520 E.F.             | Triumful Fundației                                                       | Prima Comisie de Investigare a Coagulării Galactice se întrunește pe planeta Pengia. Urmează Marile Dezbateri asupra Destinului care durează 180 de ani. Reizbucnesc războaiele robotice. Civilizația Fundației se apropie de confruntarea finală cu Gaia. |
| 1020 E.F.            | Fundația                                                                 | A 116-a ediție a Enciclopediei Galactice. |
| 1020 E.F.            | Fundația                                                                 | A 117-a ediție a Enciclopediei Galactice. |

## Impact cultural

### Impact în non-ficțiune
În Learned Optimism, psihologul Martin Seligman desemnează seria Fundației ca una dintre cele mai importante influențe din viața sa profesională, din cauza ideii că sociologia ar putea fi prezisă pe baza principiilor psihologice. El pretinde că a prezis cu succes un eveniment (sociologic) major în cadrul alegerilor din 1988, lucru pe care îl atribuie principiilor psihologice.
Paul Krugman, câștigătorul din 2008 al Premiului Nobel pentru Economie, atribuie seriei Fundației înclinația sa spre economie ca fiind știința cea mai apropiată de psihoistorie.

### Impactul în ficțiune și divertisment
În 1965, Trilogia Fundației a învins alte serii SF și fantasy (printre care Stăpânul inelelor a lui J. R. R. Tolkien) în cadrul ceremoniei de acordare a unui premiu Hugo special pentru "Cea mai bună serie a tuturor timpurilor". Asimov însuși credea că acest premiu care avea să fie decernat o singură dată fusese creat special pentru a recompensa Stăpânul inelelor și a fost uimit să afle că a fost primit de opera sa.
Parodiile science fiction de genul Ghidul autostopistului galactic a lui Douglas Adams sau Bill, the Galactic Hero a lui Harry Harrison denotă deseori influențe din partea Fundației. De exemplu, "Ghidul" este un fel de Enciclopedia Galactică, pe care seria chiar o menționează la un moment dat, remarcând că e "seacă" și că se vinde mai slab ca ghidul; în cealaltă operă apare planeta imperială ultra-urbanizată Helior, care parodiază logistica necesară unei planete-oraș, ignorată de Asimov în descrierea Trantorului.
În 1995, Donald Kingsbury a scris "Historical Crisis", pe care ulterior a extins-o la dimensiunile unui roman, intitulat Psychohistorical Crisis. Evenimentele se petrec la circa 2.000 de ani după cele din Fundația, după fondarea celui de-Al Doilea Imperiu Galactic. Cadrul este același cu cel din universul Fundației în ceea ce privește numeroase detalii, dar aproape toate denumirile sunt modificate (de exemplu, Kalgan devine Lakgan) sau omise (psihoistoria a fost creată de un personaj căruia nu i se dezvăluie numele). Romanul explorează noi direcții ale ideilor psihoistoriei, folosind ca sursă de inspirație descoperirile recente din matematică, informatică și science fiction.
Instrumentul similar unui oboe din serialul animat de televiziune a lui Matt Groening Futurama are la bază instrumentul folosit de Magnifico în Fundația și Imperiul.
Între 2006 și 2007 o bandă desenată a celor de la Marvel Comics dezvăluie tentativa de a dezvolta psihoistoria, menționându-se că inspirația inventatorului a venit după citirea seriei Fundației..

### Adaptări radiofonice
O adaptare radiofonică în opt părți a trilogiei originale a fost lansată de BBC Radio 3 în 1973, fiind una dintre primele dramatizări radiofonice stereo ale celor de la BBC. În luna iulie a anului 2003, BBC 7 a redifuzat dramatizarea.
Adaptarea a fost realizată de Patrick Tull (episoadele 1-4) și Mike Stott (episoadele 5-8), regia i-a aparținut lui David Cain, iar distribuția i-a cuprins pe William Eedle (Hari Seldon), Geoffrey Beevers (Gaal Dornick), Lee Montague (Salvor Hardin), Julian Glove (Ebling Mis) și Prunella Scales (Lady Callia).
În anii '80, Radiodifuziunea Română a realizat o adaptare radiofonică după Fundația, precum și una după Soarele gol (aceasta din urmă intitulată Anchetă pe Solaria), pe care le-a difuzat în cadrul emisiunii SF Exploratorii lumii de mâine.  Au jucat actorii Gheorghe Cozorici, Ion Marinescu, Constantin Dinulescu, Ion Caramitru, Matei Gheorghiu, Corado Negreanu, Mircea Albulescu, Alfred Demetriu, Ștefan Radof, Mircea Anghelescu, Florian Pittiș, Ion Pavlescu, Victor Rebengiuc, Mihai Mălaimare, Ștefan Iordache, Alexandru Repan, Nicolae Iliescu, Sorin Gheorghiu, Nicolae Pomoje, Ovidiu Iuliu Moldovan, Dan Condurache, Matei Alexandru, Irina Mazanitis, Mihai Dinvale.

### Ecranizări
Începând din 1998, New Line Cinema a cheltuit 1,5 milioane de dolari lucrând la o adaptare a Trilogiei Fundației. Eșecul realizării unei noi francize s-a datorat în parte faptului că studiourile s-au angajat să producă trilogia cinematografică Stăpânul Inelelor.
Pe 29 iulie 2008 s-a anunțat că unul dintre co-fondatorii studiourilor New Line Cinema Bob Shaye și Michael Lynne s-au angajat să realizeze o adaptare a trilogiei în cadrul propriei lor companii Unique Pictures, pentru Warner Brothers. Acest anunț a venit după o periodă de timp în care la proiect au lucrat cei de la 20th Century Fox.
În cele din urmă, Columbia Pictures (Sony) a reușit să liciteze cu succes pentru drepturile de ecranizare pe 15 ianuarie 2009 și l-a angajat pe Roland Emmerich pentru realizarea ei. Emmerich și Michael Wimer au fost desemnați producători. În perioada 2009-2011, proiectul ecranizării nu a cunoscut nicio dezvoltare.
Pe 27 iunie 2017 s-a anunțat că Skydance Television pregătește ecranizarea Trilogiei Fundației sub forma unui serial de 10 episoade, producătorii executivi fiind David S. Goyer și Josh Friedman.
În aprilie 2018 s-a anunțat că Apple a cumpărat serialul. Acesta se va dezvolta, la Skydance Television, cu producătorii David Ellison, Dana Goldberg,  Marcy Ross și Robyn Asimov. În final, o să fie distribuit prin Apple TV+ în toamna anului 2019.